# پیتر رایان (راننده مسابقه)
پیتر بی. رایان (انگلیسی: Peter B. Ryan؛ زادهٔ ۱۰ ژوئن ۱۹۴۰ در فیلادلفیا، پنسیلوانیا، درگذشتهٔ ۲ ژوئیهٔ ۱۹۶۲ در پاریس) رانندهٔ مسابقات اتومبیل‌رانی فرمول یک اهل کانادا بود که در فصل ۱۹۶۱ در مجموع در یک گراند پری شرکت کرد، اما موفق به کسب هیچ امتیازی نشد.
رایان در ۲ ژوئیهٔ ۱۹۶۲ بر اثر تصادف رانندگی به‌هنگام مسابقه در پاریس درگذشت.